# معهد الصحة والتنمية والمعلومات والسياسة
تأسس معهد الصحة والتنمية والإعلام والسياسة (المعروف أيضًا باسم HDIP) في عام 1989 من قبل مجموعة من الباحثين ذوي الخبرة والممارسين الصحيين وخبراء التنمية، بمن فيهم الدكتور مصطفى البرغوثي، المهتم بتحسين حالة الرعاية الصحية لجميع الفلسطينيين . ليست مؤسسة ربحية، يتخصص معهد الصحة والتنمية والإعلام والسياسة في أبحاث السياسات والتخطيط فيما يتعلق بقطاعات التنمية المختلفة في الضفة الغربية وقطاع غزة.
وسع المعهد للعمل كدعاة لسياسات حكومية أفضل لصالح الفئات المهمشة مثل النساء والشباب والمعوقين. أي أن المعهد مكرس لبناء مجتمع مدني فلسطيني ديمقراطي. بالإضافة إلى ذلك، يوفر معهد الصحة والتنمية والإعلام والسياسة خدمات المعلومات والتقييمات والتدريب في مجالات الصحة وسياسة التنمية وإدارة النظام.

## الأهداف
- المساهمة في تنمية فلسطين من خلال تلبية احتياجات المجتمع في مجالات الصحة والتعليم والحد من الفقر والحكم الرشيد والمجالات الاجتماعية الأخرى.
- المساعدة في تحسين مستوى التنسيق والتعاون بين مقدمي الرعاية الصحية في الضفة الغربية وقطاع غزة من خلال تبادل المعلومات والحوار السياسي.
- دعم منظمات المجتمع المدني الأخرى في الضغط من أجل وضع سياسات وقوانين سليمة تتعلق بالصحة والتنمية.
- توفير التدريب على مهارات الإدارة العامة وإدارة النظم والتقييم السريع وبرامج البحث وبرامج الكمبيوتر.
- إجراء تقييمات ومشاورات بشأن الصحة والتنمية وإدارة النظم.
- تمكين هياكل المجتمع المحلي.

## روابط خارجية
- HDIP website